# Museo Arqueológico Nacional de España

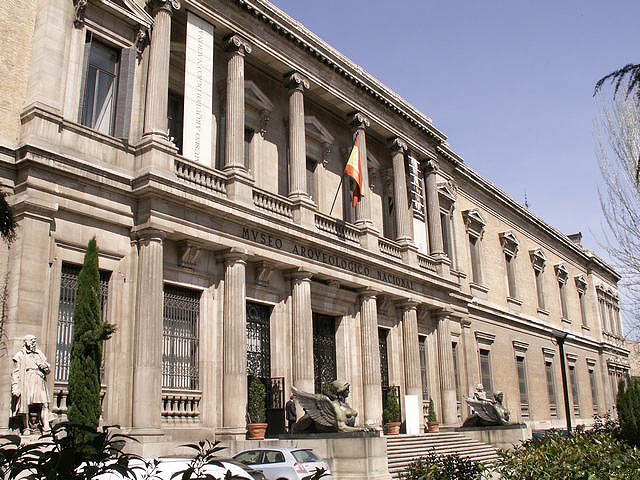
Gamla entrén till museet.

Museo Arqueológico Nacional de España (MAN) i Spanien är ett arkeologiskt museum som inryms i Palacio de Biblioteca y Museos Nacionales i Madrid. Det är en byggnad från 1800-talet som påbörjades av arkitekten Francisco Jareño och slutfördes av Antonio Ruiz de Salces. Byggnaden delas med Spaniens nationalbibliotek och är belägen på calle Serrano, invid Plaza de Colón.